# La Flèche noire de Robin des Bois
Pour plus de détails, voir Fiche technique et Distribution.
La Flèche noire de Robin des Bois (Capitan Fuoco) est un film de cape et d'épée italien réalisé par Carlo Campogalliani et sorti en 1958.

## Synopsis
Au XIIIe siècle, un baron tyrannique fait assassiner un comte dans l'intention d'épouser sa fille pour s'assurer ses terres et un fabuleux héritage. L'intervention d'un autre noble, Robin des Bois, aidé par quelques-uns de ses amis, l'empêche de mettre ses mauvaises intentions à exécution, ramenant la paix entre les deux fiefs en conflit. La liaison se termine par un mariage.

## Fiche technique
- Titre italien : Capitan Fuoco[1]
- Titre français : La Flèche noire de Robin des Bois[2]
- Réalisateur : Carlo Campogalliani
- Scénario : Vittorio Nino Novarese, Emimmo Salvi, Carlo Campogalliani, Gino Mangini, Isabella Conino
- Photographie : Bitto Albertini
- Montage : Carlo Campogalliani, Franco FraticelliOtello Colangeli
- Musique : Carlo Innocenzi, dirigé par Tito Petralia
- Décors : 	Oscar D'Amico, Giuseppe Ranieri
- Costumes : Giovanna Natili
- Maquillage : Romolo De Martino
- Production : Emimmo Salvi
- Société de production : Transfilm
- Pays de production :  Italie
- Langue originale : italien
- Format : Couleurs par Ferraniacolor - 1,66:1 - Son mono - 35 mm
- Durée : 86 minutes
- Genre : Film de cape et d'épée
- Dates de sortie :
  - Italie : 22 décembre 1958
  - France : 13 janvier 1960[2]

## Distribution
- Lex Barker : Robin des Bois (Capitan Fuoco en VO)
- Rosanna Rory : Elena di Roccalta
- Massimo Serato : Baron Oddo di Serra
- Anna Maria Ferrero : Anna
- Paul Müller : Rusca
- Carla Calò : Teresa
- Herbert A.E. Böhme : Comte Gualtiero di Roccalta
- Dante Maggio : « Civetta »
- Piero Lulli : « Lupa »
- Livio Lorenzon : Capitaine Manfredo
- Luigi Cimara : l'ermite
- Luigi Tosi : le garde-chasse
- Mario Meniconi
- Furio Meniconi